# Стронг, Джордж Темплтон (мемуарист)
Джордж Темплтон Стронг (англ. George Templeton Strong; 26 января 1820, Нью-Йорк — 21 июля 1875) — американский юрист и автор известного дневника. Отец композитора Джорджа Темплтона Стронга.
Родился в семье заметного американского юриста Джорджа Вашингтона Стронга (1783—1855), который, в свою очередь, принадлежал к династии юристов по обеим линиям: в частности, прадед его матери (и, соответственно, прапрапрадед Джорджа Темплтона Стронга), Уильям Смит (1655—1705), был в 1692 году назначен председателем Верховного суда колонии Нью-Йорк.
Окончив колледж при Колумбийском университете в 1838 г., Стронг в том же году начал работать в юридической фирме своего отца, на этом этапе называвшейся Strong & Bidwell (младший партнёр, Маршалл Бидуэлл, вступил дело в этом же году). В 1845 г. он стал третьим партнёром в фирме, получившей в связи с этим название Strong, Bidwell & Strong, а после смерти Стронга-старшего в 1855 г. — Bidwell & Strong. В 1872 г., после смерти Бидуэлла, Стронг отошёл от дел и передал фирму своему двоюродному брату Чарльзу Стронгу; эта фирма продолжает существовать до настоящего времени под названием Cadwalader, Wickersham & Taft, в 2011 г. её годовой доход составил 448.5 миллионов долларов США.
Помимо юридической практики, Стронг вёл обширную и разнообразную общественную деятельность. Среди прочего он на протяжении нескольких лет занимал должность президента Нью-Йоркского филармонического общества и вообще был высококвалифицированным любителем музыки, что в известной мере предопределило и профессиональную карьеру его сына.
В настоящее время, однако, Стронг известен, прежде всего, своим дневником, который он вёл с 5 октября 1835 года, когда ему было 15 лет, и до конца своей жизни. Этот дневник, занимающий в общей сложности около 2250 страниц, был обнаружен в 1930-е гг. и служит богатым материалом как по истории американской музыкальной жизни XIX века, так и по истории Гражданской войны в США и предшествовавших ей политических событий.